# Tetryl
Tetryl je obecně používaný název pro 2,4,6-trinitrofenylmethylnitramin, sumárním vzorcem (C7H5N5O8). Jde o výbušninu s lehce vyšší citlivostí a silou než je TNT. Dříve se používal především v počinových náložkách na iniciaci méně citlivých výbušnin, kde byl nahrazen pentritem, hexogenem a oktogenem. Jeho význam je tedy spíše historický. Vzhledem se jedná o žlutý krystalický prášek, případně o žluté lité bloky ve směsi s TNT a/nebo jinými pojivy. Detonační rychlost při krystalové hustotě je 7 570 m/s a detonační tlak Pcj je kolem 250 kbar.